# Guerra ahanta-neerlandesa
La Guerra ahanta-neerlandesa fue un conflicto entre reino de los Países Bajos y el pueblo Ahanta entre 1837 y 1839. Lo que comenzó como una simple disputa económica entre los ahanta y los colonos neerlandeses que en ese entonces vivían en la Costa de Oro neerlandesa, terminó con la ejecución del rey de Ahanta, Badu Bonsu II, y la reorganización del Estado Ahanta, estableciendo un protectorado de los Países Bajos en la región.

## Antecedentes
El conflicto comenzó como una simple disputa económica entre los Ahanta y los Países Bajos. El rey ahanta, Badu Bonsu II, había confiscado un cargamento de pólvora que debía ser entregado por un comerciante de Ámsterdam al vecino reino de Wassa. Los esfuerzos diplomáticos por parte de los neerlandeses no rindieron frutos, lo que obligó al gobernador Hendrik Tonneboeijer a mandar una misión a Ahanta. Sin embargo, luego de que ambos enviados fueran matados por los ahanta, Tonneboeijer decidió reunir una fuerza expedicionaria de 200 hombres en Elmina para arrestar a Badu Bonsu. Pese a haber sido advertido de que su fuerza era demasiado pequeña para derrotar a los ahanta, Tonneboeijer se dirigió hacia el Reino de Ahanta de inmediato. El 28 de octubre de 1837 sus fuerzas fueron emboscadas por los ahanta, quienes lograron matar a 45 hombres, incluyendo al gobernador.
Luego de recibir las noticias de la muerte del gobernador, el gobierno de los Países Bajos decidió enviar una fuerza expedicionaria para "reprimir la insurrección". Bajo el mando del General Jan Verveer, la fuerza partió desde Elmina hacia Ahanta en 1838. No obstante, esta vez los defensores no opusieron resistencia ya que los mismos ahanta se mostraron felices de entregar al impopular Badu Bonsu a los neerlandeses.
Badu Bonsu fue procesado en una corte marcial ad hoc en campo abierto, en donde fue sentenciado a muerte. El 26 de julio de 1838, Badu Bonsu no se tomó la sentencia muy en serio y trató de sobornar a los neerlandeses con unas cuantas bolsas de oro. No obstante, fue colgado al día siguiente en el mismo lugar en el que los dos enviados de Tonneboeijer habían sido disparados. Sus cómplices fueron enviados al exilio en las Indias Neerlandesas Orientales sin derecho a juicio.
La cabeza de Badu Bonsu fue cortada por el médico del ejército y puesta en una jarra de formaldehído, oficialmente para proposítos científicos. Sin embargo, es más probable que está acción haya sido tomada como represalia, ya que los enviados neerlandeses también habían sido decapitados por Badu Bonsu y sus cabezas después fueron clavadas en su trono como ornamentos.

## Consecuencias
Basándose provisiones establecidas en el Tratado de Butre, el tratado de 1656 que regía las relaciones entre los Países Bajos y el pueblo ahanta, los neerlandeses reorganizaron el estado Ahanta luego de la rebelión, nombrando al residente neerlandés en el Fuerte Batenstein como regente, y manteniendo al país bajo un cercano control con mayor presencia militar y civil.
La cabeza del Rey Badu Bonsu II fue redescubierta en el Centro Médico de la Universidad de Leiden en los Países Bajos por el autor neerlandés Arthur Japin, quién había leído sobre la cabeza mientras realizaba investigaciones para su novela de 1997 De zwarte met het witte hart. Japin encontró la cabeza en 2005 en el LUMC.
En marzo de 2009, oficiales del gobierno anunciaron que la cabeza sería devuelta a su país para que recibir un funeral adecuado, promesa que se cumplió el 23 de julio de 2009, luego de una ceremonia en La Haya.